# AHII
AHII（アヒー、9月1日生まれ）は、サンリオと全日本プロレスが共同開発したキャラクターであり、覆面レスラーである。2006年開発。デザイナーは山口裕子。アヒービレッジ出身のAB型。身長体重は不明。

## 人物
2006年8月27日、全日本プロレス両国国技館大会にてリングデビュー。対戦相手はブードゥー・マスク（VOODOO-MURDERSの刺客）。
世界一辛い唐辛子ハバネロをモチーフにしたマスクに人間離れしたルチャ殺法を武器とする。
入場時はアヒー・ダンサーズ（女性2人）と陽気なダンスで登場。
『アヒー』としか話せず、すべて表現言語は『アヒー』のみである。

## 経歴
スポット参戦が基本で、毎興業出場はない。
暗黒スパイシー軍団と呼ばれる悪の軍団を相手に試合を展開する場合が多く、暗黒スパイシー軍団との試合は「AHIIワールド」と題がつけられストーリー展開が付加されている。それによるとAHIIは暗黒スパイシー軍団に拉致され改造された「アヒー・ビレッジ」という国の王子。悪の軍団である暗黒スパイシー軍を裏切り、正義のためにスパイシー軍と対峙する。また後には、改造を施され「緑AHII」となった兄も登場。
「AHIIワールド」の試合中は常にBGMが流されていることが多く、セコンドのアヒー・ダンサーズがマイクを使用しての声援をしたりする。
2007年2月17日開催の「プロレスラブIN両国」大会終了後、一切試合や物語展開が行われなくなった。

## 暗黒スパイシー軍団
ホットット大佐率いる闇の軍団。世界征服を狙う。最高の改造手術を施したAHIIの裏切りを許さないため刺客を送り込み打倒AHIIをもくろむ
- マスター・ドン - 黄色と黒の模様した巨体。パワー技とダイビング・ボディ・プレスを武器にする。
- トウ・バン・ジャン - 中国生まれで語尾に「〜あるよ」をつける。拳法の使い手でAHIIを苦しめる。額にお札を付けるとおとなしくなる。

## 得意技
- 各種コルバタ
- 捻り式ラ・ケプラーダ
- トップロープ式619
- シューティングスタープレス
- ウルトラ・ウラカン・ラナ ※必殺技